# Entgen Lenarts
Entgen Lenarts (auch Ännchen, Enn Linnartz; * vermutlich 1643 in Köln; † 18. Februar 1655 in Köln) war das letzte in einem Prozess zum Tode verurteilte Opfer der Hexenverfolgungen in Köln.

## Leben
Entgen Lenarts war die Tochter des Kölner Bürgers und Marketenders Peter Lenarts und dessen Frau. Weitere Angaben gehen aus dem überlieferten Verhörprotokoll hervor: Nachdem ihr Vater von einem „Rittmeister Wallraf“ erschossen worden war, habe seine Witwe sich neu verheiratet, sei weggezogen und habe ihre drei Kinder in Köln zurückgelassen. Entgen war auf sich allein gestellt und lebte vom Betteln.
Am 7. und 10. Mai 1653 wurde das Kind, dessen Alter mit zehn Jahren und drei Monaten angegeben wurde, im Frankenturm verhört. Entgen gab ausführlich zu Protokoll, dass sie eine Hexe sei und bereits von ihrer Mutter mehrfach zum Blocksberg und anderen „Hexentanzplätzen“ mitgenommen worden sei. Mit zwei anderen Frauen – die in Duisburg als Hexen verbrannt worden seien – sei sie durch die Luft gereist und dem Teufel begegnet. Sie habe sich diesem verschworen und dem christlichen Gott abgeschworen. Auch denunzierte sie weitere Kinder und Erwachsene und gab Schadzauber zu, die sie ihrem eigenen Bruder angetan habe. Insbesondere ihre Mutter treffe sie regelmäßig in Gestalt einer Katze oder eines Hundes. Inwieweit die Zehnjährige mit ihren Schilderungen hier phantasievoll fabulierte – getrieben auch von der Sehnsucht nach ihrer Mutter, beeinflusst von populären Schauergeschichten –, oder von den Verhörenden beeinflusst wurde, bleibt offen.
Entgen Lenarts wurde nach dem Verhör am 10. Mai 1653 dem Hohen Weltlichen Gericht überstellt. Für die Todesstrafe war sie dem Gesetz nach zu jung – deshalb wurde sie noch fast zwei Jahre im Gefängnisturm inhaftiert. Der Kölner Erzbischof Maximilian soll in dieser Zeit mehrfach darauf gedrängt haben, sie hinzurichten. Am 18. Februar 1655 wurde Entgen Lenarts schließlich zum Tode verurteilt und das Urteil am selben Tag vollstreckt. Nahe Melaten wurde ihr von einem Scharfrichter der Kopf abgeschlagen und ihre Leiche verbrannt. Das Protokoll schließt mit den Worten „Deus miseriatur animae puellae istius.“ (Gott erbarme sich der Seele dieses Mädchens.)